# قزلجة أرشد
قزلجة أرشد (بالفارسية: قزلجه ارشد) هي مستوطنة تقع في Charuymaq-e Jonubesharqi Rural District في إيران. يقدر عدد سكانها بـ 98 نسمة .